# Listă de filme thriller
Aceasta este o listă cronologică de filme thriller, împărțită după decenii.
- înainte de 1940
- anii 1940
- anii 1950
- anii 1960
- anii 1970
- anii 1980
- anii 1990
- anii 2000
- anii 2010
- anii 2020

## Vezi și
- Listă de filme SF thriller